# Came
Came település Franciaországban, Pyrénées-Atlantiques megyében. Lakosainak száma 1019 fő (2022. január 1.). Came Hastingues, Oeyregave, Sorde-l’Abbaye, Arancou, Arraute-Charritte, Bidache, Labastide-Villefranche, Léren és Saint-Pé-de-Léren községekkel határos.

## Népesség
A település népességének változása:
| Lakosok száma | 879  | 935  | 974  | 978  | 981  | 996  | 1017 | 1013 | 1019 |
|               | 2013 | 2015 | 2016 | 2017 | 2018 | 2019 | 2020 | 2021 | 2022 |